# Konjevrate
Konjevrate falu Horvátországban Šibenik-Knin megyében. Közigazgatásilag Šibenikhez tartozik.

## Fekvése
Šibenik központjától légvonalban 11, közúton 15 km-re északkeletre, Dalmácia középső részén fekszik. Rajta halad át a Šibeniket Kninnel összekötő 33-as számú főút.

## Története
Konjevrate területe már a kora középkorban lakott volt. Ezt bizonyítja a település mai plébániatemploma, melynek első építési fázisát a 9. századra teszik a szakemberek. A települést és plébániáját azonban csak a šibeniki püspökség alapításakor 1298-ban említik először. A régi plébániatemplom kezdetben nem itt, hanem a szomszédos Gorišon egy a šibenikiek által 1342-ben épített torony mellett állt. Ezt a régi, Szent György tiszteletére szentelt plébániatemplomot 1560-ban a török egyik rablóhadjárata során lerombolta. Ezt követően az itt lakók egy  ideig a pokrovniki plébániához tartoztak. Ebben az időben Konjevratén a török-velencei határ közelsége miatt őrtorony állt, mely körül a település későbbi magja kialakult. 1648-ban a kandiai háború idején a település katolikus hívei a šibenik varoši plébániához tartoztak, de 1861-ben megalapították az önálló konjevratei plébániát. A plébániatemplom felszentelése 1868-ban történt. A pravoszláv hívek a helyi parókiához tartoznak. 1797-ben a Velencei Köztársaság megszűnésével a Habsburg Birodalom része lett. 1806-ban Napóleon csapatai foglalták el és 1813-ig francia uralom alatt állt. Napóleon bukása után ismét Habsburg uralom következett, mely az első világháború végéig tartott. A településnek 1857-ben 925 (ebbe beleszámolták Brnjica, Čvrljevo, Goriš, Gradina és Radonić lakosságát is), 1910-ben 296 lakosa volt. Az I. világháború után rövid ideig az Olasz Királyság, ezután a Szerb-Horvát-Szlovén Királyság, majd Jugoszlávia része lett. 1991-ben lakosságának 84 százaléka horvát, 6 százaléka szerb nemzetiségű volt. A délszláv háború során a szerb csapatok lőtték a települést súlyos károkat okozva, de végig horvát kézen maradt. 2011-ben 173 lakosa volt.

## Lakosság
| Lakosság változása | Lakosság változása | Lakosság változása | Lakosság változása | Lakosság változása | Lakosság változása | Lakosság változása | Lakosság változása | Lakosság változása | Lakosság változása | Lakosság változása | Lakosság változása | Lakosság változása | Lakosság változása | Lakosság változása | Lakosság változása |
| ------------------ | ------------------ | ------------------ | ------------------ | ------------------ | ------------------ | ------------------ | ------------------ | ------------------ | ------------------ | ------------------ | ------------------ | ------------------ | ------------------ | ------------------ | ------------------ |
| 1857               | 1869               | 1880               | 1890               | 1900               | 1910               | 1921               | 1931               | 1948               | 1953               | 1961               | 1971               | 1981               | 1991               | 2001               | 2011               |
| 925                | 1.043              | 233                | 224                | 270                | 296                | 345                | 362                | 299                | 337                | 369                | 258                | 237                | 193                | 182                | 173                |

(1857-ben és 1869-ben Brnjica, Čvrljevo, Goriš, Gradina és Radonić településekkel együtt, 1880-ban lakosainak egy részét Čvrljevóhoz számították.)

## Nevezetességei
Keresztelő Szent János tiszteletére szentelt római katolikus plébániatemploma középkori eredetű, de mai formájában 1730-ban épült. A templom egy kis magaslaton áll közel a Drniš és Unešić felé menő utak kereszteződéséhez. Végleges formáját 1879-ben a felújítást követően nyerte el. 1978-ban kívül-belül megújították. A délszláv háború során jelentős károkat szenvedett. 1991. szeptember 19-én északi oldalát több szerb gránát találta el. A károkat háború után rövidesen kijavították, 2005-ben pedig teljesen felújították az épületet. A felújítás során végzett régészeti kutatás során a templom építésének három fázisát határozták meg. Az első fázis során a 9. században épült meg az első, kora román stílusú templom, melyből mára a lizénákkal és félköríves mélyedésekkel tagolt déli fal egy szakasza maradt fenn. Az építés második fázisa során a 12. és 13. században a templomot új, román stílusban építették át. Ekkor új homlokzatot és harangtornyot kapott az épület. Ebből a korszakból a falak egy része és a román kapuzat maradt fenn. A harmadik fázis során a 18. században kapta mai formáját, mely során a kora román és román kori falak elfedték. A templom egyhajós épület ötszögű apszissal, homlokzata felett pengefalú harangtoronnyal, benne két haranggal. A kapuzat mellett két kisebb ablak, felette kör alakú ablak található. A főoltár kőből épült, ezen látható a Keresztelő  Szent Jánost ábrázoló festmény C. G. Mihaević alkotása 1887-ből. Két oldalán két barokk angyalszobor áll. A hajóban két oltár található, a kőből épített Boldogasszony oltár a barokk Madonnával és a Szent József oltár a szentet ábrázoló 19. századi oltárképpel. A diadalívnél levő két falmélyedésben Szent János és Szent Antal szobrai láthatók. A templom legértékesebb műkincse egy velencei ezüst körmeneti kereszt a 18. századból. A templom körül található a falu temetője.